# Mines d'en Bernat
Les Mines d'en Bernat, Mines Blanques o Terrera d'en Bernat són unes mines actives des de principis del segle xx fins als anys cinquanta, de les quals s'extreia argila per a ús industrial. Són al vessant sud del Quermany Gros, una muntanya a cavall dels municipis de Regencós i Pals (Baix Empordà). Hi ha diverses entrades cap a l'interior de la muntanya, que formen llargs passadissos rocosos i amb bifurcacions en el seu interior.
De les mines se n'obtenia caolinita, una argila blanquinosa que els dona el nom i que nodria principalment la indústria terrissera de la Bisbal d'Empordà, on s'utilitzava per fer engalba blanca. Algunes fonts apunten que també se'n va extreure ferro. El document més antic que cita les mines és del 1902; l'explotació es va aturar la dècada del 1950.
Al nord del Quermany Gros també es va extreure argila, en aquest cas de color vermell fosc, a les Mines Negres, anomenades també de l'Avi Rajoler o d'en Bofill perquè les explotava Josep Bofill Pericay, veí de Pals. La terra ferruginosa d'aquesta explotació s'emprava en la manufactura d'atuells d'ús domèstic i càntirs.